# Irigh N'Tahala
Irigh N'Tahala  (in arabo ايريغ  نتاهلة‎?) è un centro abitato e comune rurale del Marocco situato nella provincia di Tiznit, regione di Souss-Massa. Conta una popolazione di 1 577 abitanti (censimento 2014).